# Marina Diamandis
Marina Lambrini Diamandis (sinh ngày 10 tháng 10 năm 1985), được biết đến với biệt danh là Marina (cách điệu là MARINA). Trước đây sử dụng nghệ danh là Marina and the Diamonds, là một ca sĩ nhạc sĩ. Cô là người xứ Wales. Cô được sinh ra ở Brynmawr và lớn lên ở Abergavenny, khi lên tuổi thiếu niên cô chuyển đến London để trở thành một ca sĩ chuyên nghiệp, mặc dù có ít kinh nghiệm âm nhạc chính thức.
Năm 2009, Diamandis trở nên nổi tiếng khi đứng thứ hai trong Âm thanh năm 2010 của BBC. Album phòng thu đầu tay của cô, The Family Jewels (2010), kết hợp các phong cách nhạc pop độc lập và làn sóng mới. Nó lọt vào Bảng xếp hạng album của Anh ở vị trí thứ năm và được chứng nhận vàng bởi ngành công nghiệp ghi âm Anh. Đĩa đơn thứ hai của album, " Hollywood ", đạt vị trí thứ 12 trên bảng xếp hạng đĩa đơn của Anh.
Album phòng thu tiếp theo của cô Electra Heart (2012) là một album khái niệm về một nhân vật cùng tên. Nó tích hợp các yếu tố âm hưởng của electropop và được các nhà sản xuất StarGate, Dr. Luke và Diplo phát hành. Nó đã trở thành dự án số một đầu tiên của cô ở Anh, nơi nó cũng được chứng nhận vàng và đĩa đơn "Primadonna" là ca khúc xếp hạng cao nhất của cô trong Bảng xếp hạng đĩa đơn của Anh, đạt vị trí thứ 11. Diamandis mô tả Electra Heart là "một cách nói bóng gió" khái niệm được đón nhận tốt hơn ở Hoa Kỳ, trong khi một số người hâm mộ Anh không thích sự thay đổi theo hướng âm nhạc.
Album phòng thu thứ ba của Diamandis mang nhịp tấu synthpop là Froot (2015) đã trở thành album thứ ba xếp hạng thứ mười trở lên tại Anh, và lần đầu tiên vào xếp hạng thứ mười trở lên của mình vào thị trường Mỹ Billboard 200, nơi mà nó đã lọt ở vị trí xếp hạng thứ 8. Được sản xuất hoàn toàn bởi Diamandis và David Kosten, album được người đánh giá khen ngợi vì âm thanh dễ hòa nhập và nội dung trữ tình nội tâm. Album đã sinh ra năm đĩa đơn: "Froot", "Happy", "I'm a Ruin", "Forget" và "Blue".
Album phòng thu thứ tư của Diamandis Love + Fear được phát hành vào ngày 26 tháng 4 năm 2019, trước các đĩa đơn "Handmade Heaven", "Superstar", "Orange Trees" và "To Be Human". Album được xếp ở vị trí thứ 5 trên bảng xếp hạng album của Vương quốc Anh.

## Tiểu sử
Marina Lambrini Diamandis sinh ngày 10 tháng 10 năm 1985  tại Brynmawr, và lớn lên gần Abergavenny ở một ngôi làng xung quanh Pandy. Cô có một người chị. Người mẹ xứ Wales và người cha Hy Lạp gặp nhau tại Đại học Newcastle và ly hôn khi Marina lên bốn tuổi. Sau khi ly hôn, cha cô trở về Hy Lạp nhưng thỉnh thoảng sẽ đến thăm cô, trong khi Diamandis vẫn ở trong một ngôi nhà gỗ ở xứ Wales với mẹ cô; cô mô tả thời thơ ấu của mình là "đơn giản và bình dị" và "yên bình, rất bình thường nhưng tội nghiệp".
– Diamandis giới thiệu bí mật đằng sau cái tên nghệ danh "Marina and the Diamonds", 2010.
 Thời thơ ấu, Diamandis đã theo Haberdashers' Monmouth School for Girls, phản ánh: "Tôi đã tìm thấy tài năng của mình ở đó. Tôi là một người luôn kiên định dàn hợp xướng, nhưng tôi đã có một giáo viên âm nhạc đáng kinh ngạc đã thuyết phục tôi rằng tôi có thể làm bất cứ điều gì."  Tuy nhiên, cô cảm thấy mình "bế tắc" vì xuất thân từ một gia đình có thu nhập thấp hơn các nữ sinh khác trong trường. Năm 16 tuổi, cô chuyển đến Hy Lạp với cha mình "để hòa nhập tổ tiên và học nói ngôn ngữ", và hát những bài hát dân gian Hy Lạp với bà của cô. Có được bằng tú tài quốc tế tại trường Đại sứ quán Anh St. Catherine ở Athens, cô trở lại xứ Wales hai năm sau đó. Cô và mẹ sau đó chuyển đến Ross-on-Wye, Herefordshire. Bị ám ảnh bởi việc trở thành ca sĩ, "gần như đó là một căn bệnh", cô làm việc tại một trạm xăng trong hai tháng để kiếm tiền chuyển đến London.
Mặc dù không có nền tảng âm nhạc, Diamandis có một tình yêu viết lách thời thơ ấu. Cô bắt đầu viết nhạc khi cô 18 tuổi; cô chuyển đến London để theo học trường múa, nhưng đã nghỉ học hai tháng sau đó. Cô học âm nhạc tại Đại học East London và chuyển sang một khóa sáng tác cổ điển tại Đại học Middlesex vào năm sau, nhưng sau hai tháng, cô đã nghỉ học.

## Sự nghiệp âm nhạc

### 2009–11: Ra mắt vàThe Family Jewels

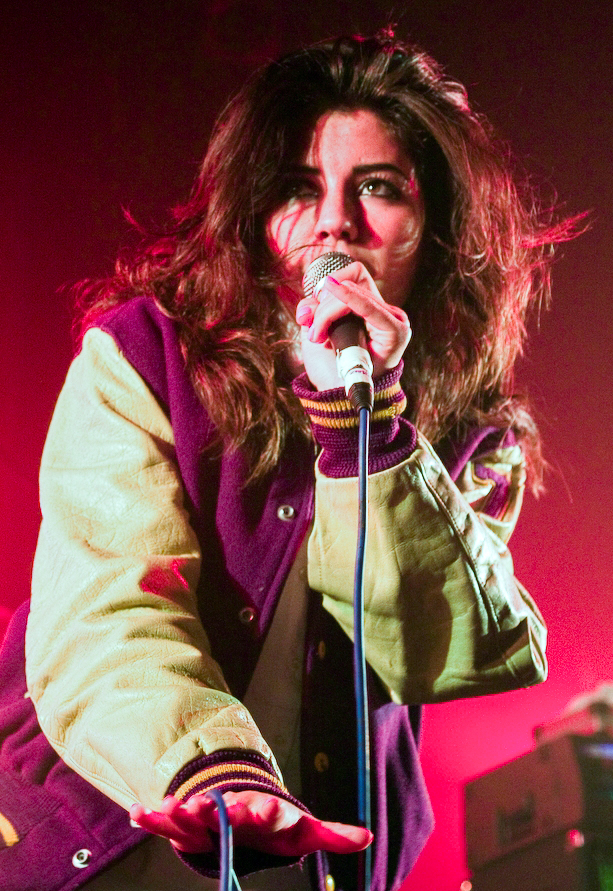
Diamandis biểu diễn tại Đại học Northumbria, tháng 10 năm 2009.

Đĩa đơn đầu tay "Obsessions" của Diamandis được phát hành vào ngày 14 tháng 2 năm 2009 thông qua Neon Gold Records, trong khi EP mở rộng đầu tiên của cô The Crown Jewels EP tiếp theo vào ngày 1 tháng 6. Mùa hè năm đó, cô đã biểu diễn tại Big Week Cuối tuần của BBC Radio, Liên hoan Glastonbury, và Lễ hội Reading và Leeds. Cô cũng đã biểu diễn tại iTunes Live, phát hành EP thứ hai vào tháng 7 năm 2009 các buổi biểu diễn từ lễ hội đó. Vào tháng 12 năm 2009, Diamandis đã được xếp ở vị trí thứ hai trong cuộc bỏ phiếu Sound of 2010 do BBC tổ chức, sau Ellie Goulding; cô là một trong ba ứng cử viên cho Giải thưởng Lựa chọn của các nhà phê bình tại Giải thưởng BRIT 2010, cũng đã được trao cho Goulding. "Con đường của Mowgli" được phát hành vào ngày 13 tháng 11 năm 2009, với Diamandis mô tả nó là "không thương mại", nhưng nó đã nhận được sự chú ý sau khi video của nó được chia sẻ bởi các blogger bao gồm Perez Hilton và Kanye West.
"Mowgli's Road" được theo sau bởi "Hollywood" vào ngày 1 tháng 2 năm 2010, đạt vị trí thứ 12 trên Bảng xếp hạng đĩa đơn của Anh, và cuối cùng được chứng nhận bạc bởi ngành công nghiệp ghi âm Anh (BPI).  Album phòng thu đầu tay của Diamandis The Family Jewels được phát hành vào ngày 15 tháng 2 năm 2010; nó xuất hiện ở vị trí thứ năm trên Bảng xếp hạng album của Vương quốc Anh với doanh số tuần đầu tiên là 27.618 bản, và cuối cùng đã được chứng nhận vàng bởi BPI.  Một thông cáo báo chí năm 2012 từ Atlantic Records lưu ý rằng album đã bán được 300.000 bản.
Atlantic Records đã ký Diamandis cho Chop Shop Records tại Hoa Kỳ vào tháng 3 năm 2010  Thông qua nhãn hiệu, cô đã phát hành bản thu âm mở rộng thứ ba của mình là The American Jewels EP, và The Family Jewels ở Hoa Kỳ. Dự án thứ hai ra mắt ở vị trí thứ 138 trên nước Mỹ Billboard 200 với doanh số tuần đầu tiên của 4.000 bản, và trên bảng xếp hạng Top Heatseekers và Top Rock Album của Billboard dành lấy vị trí số 2 và 49 tương ứng.
Cuối năm 2010, Diamandis đã phát hành thêm ba đĩa đơn trong album: " I Am Not a Robot", "Oh No!" Và "Shampain", lần lượt đạt thứ hạng 26, 38 và 141 trong bảng xếp hạng Anh. Vào tháng 10 năm 2010, cô đã giành được Đạo luật xuất sắc nhất Vương quốc Anh và Ireland tại Giải thưởng âm nhạc MTV Châu Âu. Để tiếp tục quảng bá The Family Jewels, Diamandis bắt tay vào The Family Jewels Tour, đã đến thăm châu Âu, Bắc Mỹ và Úc trong suốt năm 2010 và 2011  Vào tháng 1 năm 2011, trong một cuộc phỏng vấn trên đài phát thanh của Úc, cô đã bày tỏ sự thất vọng về sự nghiệp của mình, đặc biệt là ở việc cô không thu hút được khán giả Mỹ. Cô đặt điều này xuống để không hoạt động bởi nhãn hiệu của cô và hương vị đương đại của người nghe Mỹ đối với "nhịp đập" của các nghệ sĩ như Lady Gaga.

### 2012–13:Electra Heartvà thành công vang dội

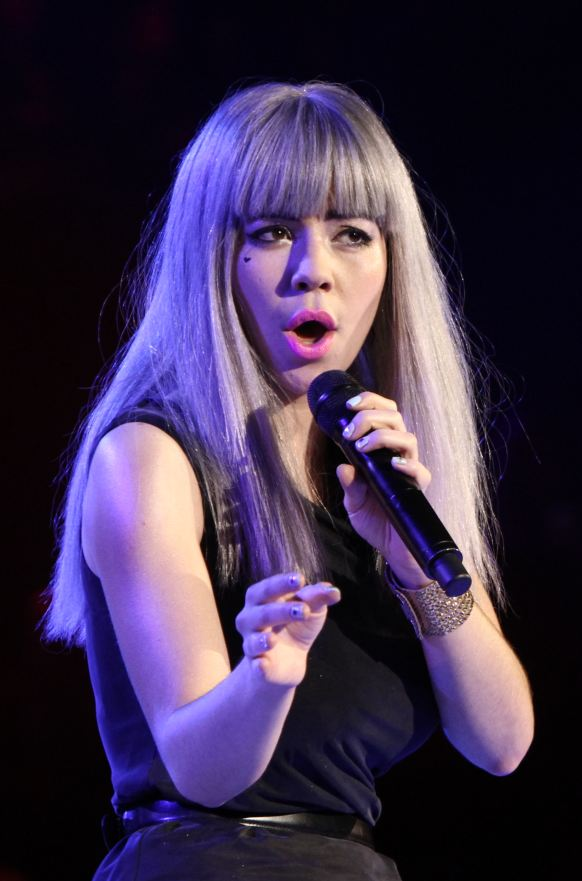
Diamandis biểu diễn vào tháng 1 năm 2012.

Vào mùa hè năm 2011, Diamandis và nghệ sĩ thu âm người Thụy Điển Robyn đã biểu diễn như những tiết mục mở đầu cho chuyến lưu diễn California Dreams của nghệ sĩ người Mỹ Katy Perry. Vào ngày 30 tháng 9, Diamandis đã phát hành bản nhạc "Radioractive" thông qua iTunes Store  và đạt vị trí thứ 25 trên Bảng xếp hạng đĩa đơn của Anh. Album phòng thu thứ hai của cô được phát hành trước đĩa đơn "Primadonna" vào tháng 4 năm 2012; bài hát này thu hút sự chú ý đạt thứ hạng cao nhất của Diamandis trên Bảng xếp hạng đĩa đơn của Anh là hạng 11. Nó được chứng nhận giải Bạc bởi BPI, Vàng ở Áo và Hoa Kỳ, và bạch kim bởi chính quyền tương ứng ở Úc, Đan Mạch và New Zealand.  
Sản phẩm cuối cùng Electra Heart là một album khái niệm được kết hợp một cách ly kỳ bởi các ý tưởng về "bản sắc phụ nữ" và "một cuộc chia tay gần đây". Diamandis đã tạo ra nhân vật "Electra Heart" làm nhân vật chính cho dự án; cô miêu tả các diện mạo của "những thanh thiếu niên trụy lạc", "những người phụ nữ đào chánh", "kẻ phá hoại hạnh phúc gia đình" và "các bà nội trợ" (Teen Idle, Primadonna, Homewrecker, Housewife) đại diện cho một số hình tượng người phụ nữ của văn hóa Mỹ vốn vẫn còn rập khuôn. Album được phát hành vào ngày 27 tháng 4 năm 2012, và ra mắt ở vị trí số một trên Bảng xếp hạng album của Vương quốc Anh với doanh số ngay trong tuần đầu tiên là 21.358 bản. Nó trở thành album đứng đầu bảng xếp hạng đầu tiên của Diamandis tại Vương quốc Anh, mặc dù tại thời điểm đó, nó còn được phân biệt là bản thu âm số một bán chạy nhất của thế kỷ 21 tại nước này. Album được chứng nhận vàng bởi ngành công nghiệp ghi âm Anh  và Hiệp hội âm nhạc ghi âm Ailen. Electra Heart ra mắt ở 31 trên Billboard 200 của Hoa Kỳ với 12.000 bản được bán trong tuần đầu tiên, và tính đến tháng 5 năm 2015 đã bán được 150.000 bản tại quốc gia đó.
Power & Control  và "How to Be a Heartbreaker" là những bản phát hành single tiếp theo, với phần sau bị cắt bỏ để đưa vào bản ghi ban đầu; tuy nhiên, nó đã được đặc trưng trong danh sách phát được sửa đổi cho phiên bản Mỹ. Hai bài hát là các mục xếp hạng nhỏ ở Anh, và sau đó được chứng nhận vàng ở Hoa Kỳ với doanh số hơn 500.000 bản. Trong suốt năm 2012, Diamandis đã đi quảng bá cho The Lonely Hearts Club Tour, ở tour diễn đầu tiên thứ hai của cô và Mylo Xyloto Tour do Coldplay tổ chức, cô đóng vai trò là người đầu chương trình. Vào ngày 8 tháng 8 năm 2013, Diamandis đã phát hành một video âm nhạc cho ca khúc chủ đề chưa được phát hành trước đó "Electra Heart"; được cho rằng đó là cái chết của nhân vật, và kết thúc chiến dịch quảng cáo gần hai năm cho Electra Heart.

### 2014–16:Frootvà gián đoạn âm nhạc

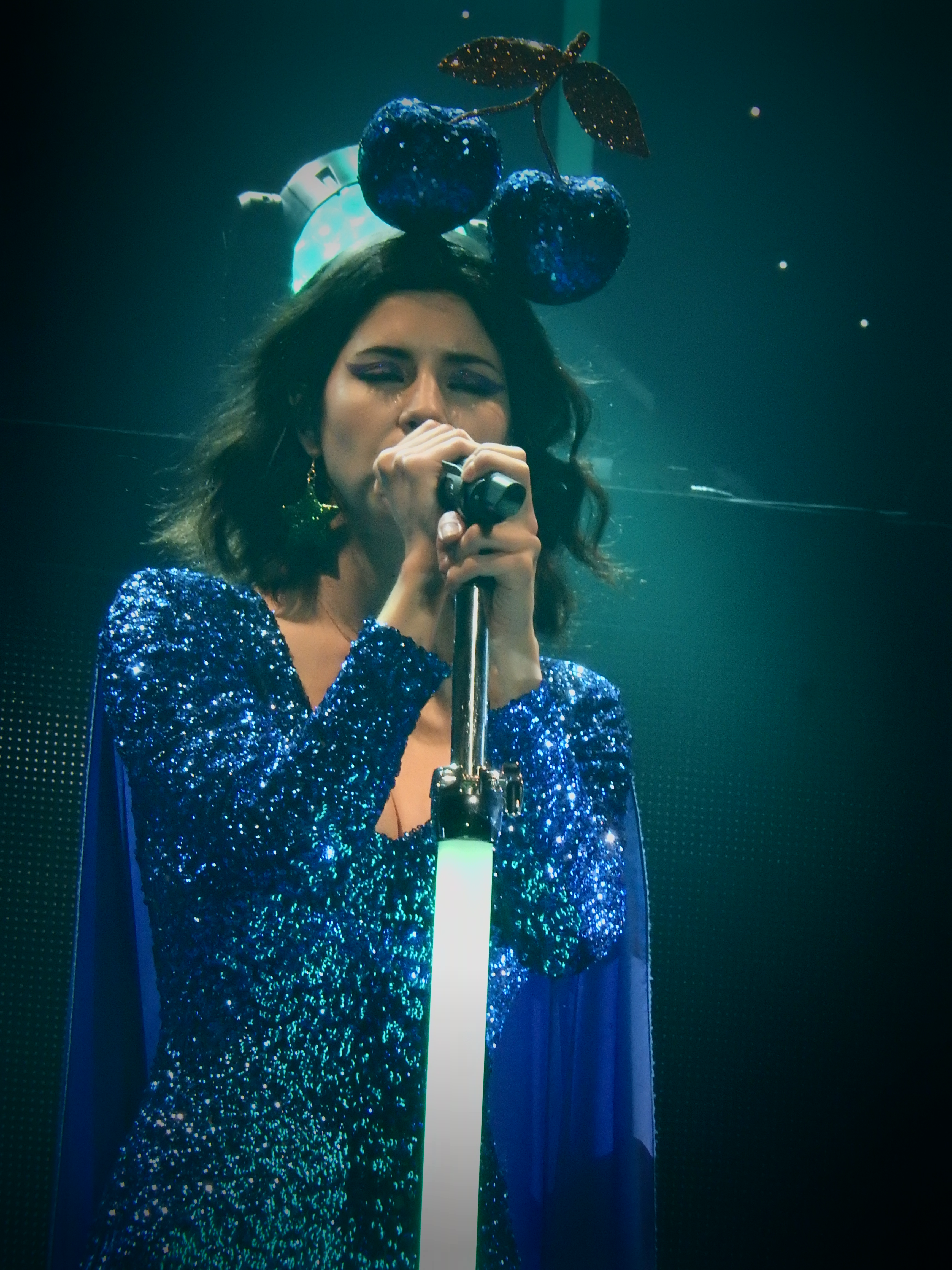
Diamandis biểu diễn tại Roundhouse, London, tháng 2 năm 2016

Sau một tháng ở thành phố New York, Diamandis tuyên bố vào tháng 2 năm 2013 rằng cô đã bắt đầu viết nhạc cho album phòng thu thứ ba sắp tới. Đĩa đơn "Froot" được phát hành vào ngày 10 tháng 10 năm 2014, sinh nhật lần thứ 29 của cô và được công bố là ca khúc chủ đề.
Album được công bố sẽ được phát hành vào ngày 3 tháng 4 năm 2015  với một ca khúc mới từ album được công bố mỗi tháng. Tuy nhiên, do rò rỉ Internet, việc phát hành đã được đưa ra. Được sản xuất hoàn toàn bởi Diamandis và David Kosten, album được ca ngợi vì âm thanh dễ nghe. Froot ra mắt ở vị trí thứ 8 trên bảng xếp hạng Billboard 200, và hiện là album xếp hạng cao nhất của cô tại Hoa Kỳ. Froot đạt đỉnh ở top 10 tại Vương quốc Anh.
Đầu năm 2015, Diamandis sẽ biểu diễn tại Lollapalooza Brazil, Coachella Valley Music and Arts Festival và Boston Calling Music Festival vào tháng 3, tháng 4 và tháng 5 năm 2015. Từ tháng 10 năm 2015 đến tháng 10 năm sau, cô bắt đầu Neon Nature Tour trên khắp châu Âu và châu Mỹ; mỗi màn trình diễn được chia thành ba giai đoạn, một cho mỗi album của cô, với hầu hết các bài hát đến từ Froot. Buổi biểu diễn ngày 4 tháng 11 của cô tại House of Blues ở Boston được Yahoo phát sóng trực tiếp. Trong một video hỏi và trả lời, Diamandis nói rằng các chuyến lưu diễn tiếp theo sẽ khác, vì các tour thông thường của cô đã là "một lối sống khó khăn". Vào tháng 4 năm 2016, cô cho biết sẽ nghỉ âm nhạc sau chuyến lưu diễn. Cô trở lại biểu diễn hai tháng sau đó, làm rõ rằng cô thà làm việc trên cơ sở nhất quán hơn là một chu kỳ lưu diễn và nghỉ ngơi.

### 2017–nay:Love + Fearvà thay đổi nghệ danh
Vào tháng 11 năm 2018, cô nhận sự hợp tác thứ hai với Clean Bandit và ca sĩ người Puerto Rico Luis Fonsi, phát hành ca khúc "Baby", đạt vị trí thứ 15 tại Vương quốc Anh. Vào ngày 11 tháng 12 năm 2018, Diamandis đã biểu diễn tại Royal Variety Performance cùng với Clean Bandit với bài hát "Baby" của họ. Vào ngày 31 tháng 1 năm 2019, Diamandis đã nhá hàng album mới bằng cách đăng một bức ảnh lên Instagram của cô với chú thích "8 Days". Ngày hôm sau, cô tiết lộ trong một cuộc phỏng vấn rằng album mới sẽ ra mắt vào đầu năm 2019. Vào ngày 6 tháng 2 năm 2019, đĩa đơn chính của album đã được tiết lộ với tiêu đề mang tên "Handmade Heaven". Đĩa đơn được phát hành vào ngày 8 tháng 2 năm 2019. Vào ngày 26 tháng 4 năm 2019, Marina phát hành phía Fear và hoàn chỉnh album.
Vào ngày 29 tháng 4 năm 2019, Diamandis bắt đầu chuyến lưu diễn Love + Fear  với sáu hợp đồng biểu diễn ở Anh, bao gồm cả những ngày bán hết vé ở London và Manchester. Vào tháng 7 năm 2019, cô đến hát ở một số lễ hội âm nhạc trên khắp châu Âu và Vương quốc Anh, trước khi việc thực hiện chuyến lưu diễn đến Bắc Mỹ chỉ với 19 ngày trên khắp Hoa Kỳ và Canada trong tháng 9 và tháng 10.
Vào ngày 10 tháng 12 năm 2020, Marina bất ngờ quay trở lại đường đua âm nhạc với single Man's World

## Danh sách đĩa hát
- The Family Jewels (2010)
- Electra Heart (2012)
- Froot (2015)
- Love + Fear (2019)
- Ancient Dream In Mordearn Land (2021)

## Tour
Chính
- The Family Jewels Tour (2010–11)
- The Lonely Hearts Club Tour (2012–13)
- Neon Nature Tour (2015–16)
- Love + Fear Tour (2019)

Hỗ trợ
- Katy Perry – California Dreams Tour (2011)
- Coldplay – Mylo Xyloto Tour (2011–12)